# Лезіна
Лезіна (італ. Lesina) — муніципалітет в Італії, у регіоні Апулія,  провінція Фоджа.
Лезіна розташована на відстані близько 240 км на схід від Рима, 155 км на північний захід від Барі, 50 км на північ від Фоджі.
Населення — 6393 особи (2014).
Щорічний фестиваль відбувається 15 травня. Покровитель — San Primiano Martire.

## Демографія
Населення за роками:

Станом на 1 січня 2023 року в муніципалітеті офіційно проживало 610 іноземців з 31 країни, серед них 345 громадян країн Євросоюзу та 6 громадян України.

## Сусідні муніципалітети
- Апричена
- Поджо-Імперіале
- Сан-Паоло-ді-Чивітате
- Сан-Нікандро-Гарганіко
- Серракапріола